# ペニーウェカ
ペニーウェカ（英:Pennyweka）は、ニュージーランドで生産・調教されている競走馬。主な勝ち鞍は2023年のニュージーランドオークス、オーストラリアンオークス。
日本の競走馬サトノアラジンがシャトル種牡馬としてニュージーランドで繋養されていた時に生産された産駒である。

## 戦績

### 2021/2022シーズン
2022年1月2日タウヘレニカウ競馬場の芝1000m戦でデビューし3着。2歳シーズンはこの1戦のみに終わる。

### 2022/2023シーズン
2022年9月29日オタキ競馬場の芝1200m戦で復帰したが4着。10月15日ヘイスティングス競馬場の芝1300m戦に出走し、デビュー3戦目で初勝利を挙げた。しかし、11月11日アワプニ競馬場の芝1400m戦では見せ場なく8着に敗れる。
この後は重賞に挑戦し、勝ち星こそ挙げることはできなかったが堅実な成績を収めていた。G1初挑戦となった3月18日のニュージーランドオークスでは道中中団のやや後ろでレースを進め、最後の直線で馬郡の外から抜け出すと最後は後続に3馬身差をつけ圧勝しG1初制覇となった。

## 血統表
| ペニーウェカの血統          | ペニーウェカの血統                              | ペニーウェカの血統                      | （血統表の出典）                        | （血統表の出典） |
| 父系                        | サンデーサイレンス系（ヘイロー系）              | サンデーサイレンス系（ヘイロー系）      | サンデーサイレンス系（ヘイロー系）      |                  |
| 父 サトノアラジン 2011 鹿毛 | 父の父ディープインパクト 2002 鹿毛              | *サンデーサイレンス                     | Halo                                    | Halo             |
| 父 サトノアラジン 2011 鹿毛 | 父の父ディープインパクト 2002 鹿毛              | *サンデーサイレンス                     | Wishing Well                            |                  |
| 父 サトノアラジン 2011 鹿毛 | 父の父ディープインパクト 2002 鹿毛              | *ウインドインハーヘア                   | Alzao                                   | Alzao            |
| 父 サトノアラジン 2011 鹿毛 | 父の父ディープインパクト 2002 鹿毛              | *ウインドインハーヘア                   | Burghclere                              |                  |
| 父 サトノアラジン 2011 鹿毛 | 父の母*マジックストーム Magic Storm 1999 黒鹿毛 | Storm Cat                               | Storm Bird                              | Storm Bird       |
| 父 サトノアラジン 2011 鹿毛 | 父の母*マジックストーム Magic Storm 1999 黒鹿毛 | Storm Cat                               | Terlingua                               |                  |
| 父 サトノアラジン 2011 鹿毛 | 父の母*マジックストーム Magic Storm 1999 黒鹿毛 | Foppy Dancer                            | Fappiano                                | Fappiano         |
| 父 サトノアラジン 2011 鹿毛 | 父の母*マジックストーム Magic Storm 1999 黒鹿毛 | Foppy Dancer                            | Water Dance                             |                  |
| 母 Threepence 2007 青鹿毛   | 母の父*ペンタイア Pentire 1992 鹿毛             | Be My Guest                             | Northern Dancer                         | Northern Dancer  |
| 母 Threepence 2007 青鹿毛   | 母の父*ペンタイア Pentire 1992 鹿毛             | Be My Guest                             | What a Treat                            |                  |
| 母 Threepence 2007 青鹿毛   | 母の父*ペンタイア Pentire 1992 鹿毛             | Gull Nook                               | Mill Reef                               | Mill Reef        |
| 母 Threepence 2007 青鹿毛   | 母の父*ペンタイア Pentire 1992 鹿毛             | Gull Nook                               | Bempton                                 |                  |
| 母 Threepence 2007 青鹿毛   | 母の母Our Sophie 1989 青鹿毛                    | Kaapstad                                | Sir Tristram                            | Sir Tristram     |
| 母 Threepence 2007 青鹿毛   | 母の母Our Sophie 1989 青鹿毛                    | Kaapstad                                | Eight Carat                             |                  |
| 母 Threepence 2007 青鹿毛   | 母の母Our Sophie 1989 青鹿毛                    | Skip                                    | English Harbour                         | English Harbour  |
| 母 Threepence 2007 青鹿毛   | 母の母Our Sophie 1989 青鹿毛                    | Skip                                    | Agree                                   |                  |
| 母系(F-No.)                 | (FN:4-k)                                        | (FN:4-k)                                | (FN:4-k)                                |                  |
| 5代内の近親交配             | Northern Dancer：M4×S5 Mill Reef：M4×M5         | Northern Dancer：M4×S5 Mill Reef：M4×M5 | Northern Dancer：M4×S5 Mill Reef：M4×M5 |                  |